# Małżeństwa i ich przekleństwa 2
Małżeństwa i ich przekleństwa 2 (ang. Why Did i Get Married Too?) – amerykański film komediowy z 2010 roku w reżyserii Tylera Perry’ego. Film jest kontynuacją filmu Małżeństwa i ich przekleństwa z 2007 roku.

## Fabuła
Cztery zaprzyjaźnione pary spotykają się raz w roku, w wybranym miejscu, by odświeżyć znajomości i szczerze porozmawiać o swoich związkach. Tym razem na miejsce spotkania wybierają ekskluzywny kurort na Bahamach. Sielską atmosferę przerywa nieoczekiwany przyjazd Mike’a (Richard T. Jones) – byłego męża Sheilii (Jill Scott), która odnalazła szczęście w ramionach Troya (Lamman Rucker). Jak się okazuje także pozostałe pary pod przykrywą harmonii skrywają wulkan emocji i nierozwiązane sprawy sprzed lat.
Patricia (Janet Jackson), mimo znakomicie rozwijającej się kariery zawodowej, nie jest w stanie stawić czoła czarnym chmurom kłębiącym się nad jej związkiem z Gavinem (Malik Yoba). Nie najlepiej dzieje się też w związku Angeli (Tasha Smith) i Marcusa (Michael Jai White) – ona zazdrości mężowi telewizyjnej sławy i podejrzewa go o małżeńską zdradę. Problemy mają także Dianne (Sharon Leal) i Terry (Tyler Perry), którzy przestali okazywać sobie głębsze uczucia. Przyszedł czas, aby stawić czoła prawdzie.

## Obsada
- Tyler Perry jako Terry Brock
- Janet Jackson jako Patricia Agnew
- Jill Scott jako Sheila Jackson
- Sharon Leal jako Dianne Brock
- Tasha Smith jako Angela Williams
- Richard T. Jones jako Mike
- Malik Yoba jako Gavin Agnew
- Lamman Rucker jako Troy Jackson
- Michael Jai White jako Marcus Williams
- Louis Gossett Jr. jako Porter Jones
- Cicely Tyson jako Ola Jones
- Valarie Pettiford jako mama Terry’ego